# Afua (Belo)
Pour les articles homonymes, voir Afua.
Afua est une localité du Cameroun, située dans l’arrondissement de Belo, le département du Boyo dans la région du Nord-Ouest.

## Démographie
Lors du recensement de 2005, on a dénombré 557 habitants à Afua, dont 278 hommes et 279 femmes, pour un total de 130 ménages. C'est l’un des villages de la commune de Belo créée par décret no 93/321 du 25 novembre 1993. Cette commune est composée de 28 villages (y compris Afua). 

## Végétation
Les hauts plateaux du Nord-Ouest de manière générale ont  une altitude moyenne supérieure à 1 100 m. Le village d’Afua est riche en terres volcaniques favorables à l’agriculture (café, maraîchers, etc.). Sa végétation est moins dense et son climat frais est favorable à l’éclosion de toutes sortes d’activités. 

## Climat
En dehors de la saison pluvieuse (ordinairement de juillet à octobre), le village Afua offre, tout le reste de l’année, un climat propice au voyage. C’est un climat doux et frais, avec des températures qui oscillent autour de 22 °C.

## Éducation
Il existe un établissement scolaire à Afua, le CETIC d'Afua.